# Carencro
Carencro es una ciudad ubicada en la parroquia de Lafayette en el estado estadounidense de Luisiana. En el Censo de 2010 tenía una población de 7526 habitantes y una densidad poblacional de 381,99 personas por km².

## Geografía
Carencro se encuentra ubicada en las coordenadas 30°18′41″N 92°2′19″O / 30.31139, -92.03861. Según la Oficina del Censo de los Estados Unidos, Carencro tiene una superficie total de 19.7 km², de la cual 19.7 km² corresponden a tierra firme y (0%) 0 km² es agua.

## Demografía
Según el censo de 2010, había 7526 personas residiendo en Carencro. La densidad de población era de 381,99 hab./km². De los 7526 habitantes, Carencro estaba compuesto por el 53.47% blancos, el 41.67% eran afroamericanos, el 0.56% eran amerindios, el 0.65% eran asiáticos, el 0.01% eran isleños del Pacífico, el 2.44% eran de otras razas y el 1.2% pertenecían a dos o más razas. Del total de la población el 5.08% eran hispanos o latinos de cualquier raza.

## Ciudades Hermanadas
- Dieppe, Nuevo Brunswick, Canadá
- Leuze-en-Hainaut, Bélgica